# Antoni Negre i Villavecchia
Antoni Negre i Villavecchia (Barcelona, 1931 – Barcelona, 22 de febrer de 2022) fou un economista i empresari català, president de la Cambra de Comerç, Indústria i Navegació de Barcelona entre 1991 i 2002.

## Biografia
Negre es llicencià en Dret per la Universitat de Barcelona. Ocupà el càrrec de director delegat del Banco de Vizcaya a Catalunya des de 1976 fins a 1993 i el de president de Banca Catalana durant tres anys.
Ocupà el càrrec de president de la Cambra de Comerç, Indústria i Navegació de Barcelona des de l'11 d'abril de 1991 fins al 21 de juny de 2002. El seu càrrec fou renovat en eleccions l'any 1994 i el 25 d'abril de 1998. En la segona renovació del mandat, Negre va obtenir el vot de 59 dels 69 integrants del ple, mentre que el candidat alternatiu, Josep Maria Pujol, només va aconseguir el suport de 8 delegats. Paral·lelament, ocupà el càrrec de president del Consell de Cambres des de 1991 fins al 2002. De la mateixa manera, el seu càrrec fou renovat en eleccions l'any 1994 i el 22 de novembre de 1998. Des del 17 d'abril de 1996 fins a 1997 fou president d'Eurochambres, l'associació que aplega a Brussel·les més de 1200 cambres de comerç europees.
El febrer de 2003, el president de la Generalitat de Catalunya, Jordi Pujol, li va lliurar la Medalla d'Or de la Cambra de Comerç de Barcelona, el novembre de 2006 va rebre la medalla d'or del Consell de Cambres i l'any 2011 la Creu de Sant Jordi. Morí el 22 de febrer de 2022 a Barcelona als 91 anys.